# Jhon Castañeda
Jhon Alexander Castañeda Angulo (* 19. Februar 1992) ist ein kolumbianischer Geher. 2019 wurde er Südamerikameister über 20 km.

## Sportliche Laufbahn
Jhon Castañeda sammelte im Jahr 2009 erste internationale Wettkampferfahrung im Gehen. Ende Juni siegte er bei den Kolumbianischen U20-Meisterschaften. Anfang August trat er bei den U20-Panamerikameisterschaften auf Trinidad und Tobago an, bei denen er über 10.000 Meter den siebten Platz belegte. 2011 siegte Castañeda über 10.000 Meter bei den U23-Meisterschaften seines Heimatlandes. Im Sommer trat er über diese Distanz bei den U20-Weltmeisterschaften in Kanada an und belegte mit neuer Bestzeit von 42:26,26 min den zehnten Platz. 2012 bestritt er seinen ersten Wettkampf über 20 km und gewann bei den U23-Meisterschaften seines Heimatlandes die Silbermedaille. 2013 nahm er erstmals an den Kolumbianischen Meisterschaften der Erwachsenen teil und gewann über 10.000 Meter die Silbermedaille. Im April steigerte er seine 20-km-Bestzeit auf 1:29:14 h. 2014 trat Castañeda bei den Südamerikanischen Geher-Meisterschaften über die 50-km-Distanz an, konnte den Wettkampf allerdings nicht beenden. Nachdem er bereits 2013 seinen ersten Wettkampf über diese Distanz absolvierte, steigerte er im September 2014 in den USA seine Bestzeit auf 4:10:17 h. 2016 gewann er mit Bestzeit von 1:25:13 h die Bronzemedaille über 20 km bei den Südamerikanischen Geher-Meisterschaften.
2017 gewann Castañeda seinen ersten nationalen Meistertitel. Bis 2020 kamen drei weitere Titel hinzu. Ebenfalls 2017 qualifizierte er sich zum ersten Mal für die Südamerikameisterschaften. In Paraguay konnte er mit Bestzeit von 1:25:04 h die Silbermedaille gewinnen. 2018 trat er bei den Südamerikaspielen in Bolivien an, bei denen er als Vierter die Medaillenränge knapp verpasste. 2019 startete er zum zweiten Mal bei den Südamerikameisterschaften an. Wie schon 2017, konnte er mit 1:22:33 h eine neue Bestzeit aufstellen und gewann damit den Meistertitel. Damit war er auch zum ersten Mal für die Weltmeisterschaften qualifiziert, wurde allerdings Anfang Oktober in Doha im Laufe des Wettkampfes disqualifiziert. Ende Mai 2021 nahm er in Ecuador zum dritten Mal an den Südamerikameisterschaften teil und gewann mit persönlicher Bestzeit von 1:24:33 h eine weitere Silbermedaille. Anfang August nahm er in Tokio an seinen ersten Olympischen Sommerspielen teil. Nach 1:26:41 h landete er auf dem 27. Platz.

## Wichtige Wettbewerbe
| Jahr                  | Veranstaltung                 | Ort                   | Platz                 | Disziplin             | Zeit                  |
| Startet für Kolumbien | Startet für Kolumbien         | Startet für Kolumbien | Startet für Kolumbien | Startet für Kolumbien | Startet für Kolumbien |
| --------------------- | ----------------------------- | --------------------- | --------------------- | --------------------- | --------------------- |
| 2009                  | U20-Panamerikameisterschaften | Port-of-Spain         | 7.                    | 10.000 m Bahngehen    | 43:58,80 min          |
| 2010                  | U20-Weltmeisterschaften       | Moncton               | 10.                   | 10.000 m Bahngehen    | 42:26,26 min          |
| 2017                  | Südamerikameisterschaften     | Asunción              | 2.                    | 20.000-m-Bahngehen    | 1:25:04 h             |
| 2018                  | Südamerikaspiele              | Cochabamba            | 4.                    | 20 km Gehen           | 1:30:29 h             |
| 2019                  | Südamerikameisterschaften     | Lima                  | 1.                    | 20.000-m-Bahngehen    | 1:22:33 h             |
| 2019                  | Weltmeisterschaften           | Lima                  |                       | 20 km Gehen           | DSQ                   |
| 2021                  | Südamerikameisterschaften     | Guayaquil             | 2.                    | 20 km Gehen           | 1:24:33 h             |
| 2021                  | Olympische Sommerspiele       | Tokio                 | 27.                   | 20 km Gehen           | 1:26:41 h             |

## Persönliche Bestleistungen
- 5000-m-Bahngehen: 20:12,03 min, 11. Mai 2011, Fortaleza
- 10.000-m-Bahngehen: 41:50,85 min, 15. Juni 2013, Cartagena
- 10-km-Gehen: 43:31 min, 26. März 2011, Envigado
- 20-km-Gehen: 1:24:33 h, 30. Mai 2021, Guayaquil
- 50-km-Gehen: 4:09:14 h, 28. Februar 2021, Santee

## Persönliches
Jhon Castañeda stammt aus dem Departamento del Meta in Zentralkolumbien, wo er als Sohn eines Kaufmannes und einer Näherin geboren wurde. Er wuchs in ärmlichen Verhältnissen im Süden der Hauptstadt Bogotá auf. Neben seinem Training, arbeitet er nebenbei als Designer von Sportbekleidung und als Händler von Sport- und Nahrungsprodukten sowie selbst als Leichtathletiktrainer. Er nahm ein Bachelorstudium der Wirtschaftswissenschaften an der Universidad Distrital Francisco José de Caldas auf.